# Basarbovo
Basarbovo (în bulgară Басарбово) este un sat situat în partea de nord a Bulgariei, în Podișul Ludogorie, pe malul râului Rusenski Lom. Aparține administrativ comunei Ruse, situată în regiunea omonimă. În zona localității s-a născut Sfântul Dimitrie cel Nou (Basarabov), ocrotitorul Bucureștilor.

## Demografie
Componența etnică a satului Basarbovo
     Bulgari (97,11%)
     Nicio identificare (2,38%)
     Altele (0,5%)
La recensământul din 2011, populația satului Basarbovo era de 1.386 locuitori. Din punct de vedere etnic, majoritatea locuitorilor (97,11%) erau bulgari. Pentru 2,38% din locuitori nu este cunoscută apartenența etnică.